# Costa Rica op de Olympische Winterspelen 1980
Tijdens de Olympische Winterspelen van 1980, die in Lake Placid (Verenigde Staten) werden gehouden, nam Costa Rica voor de eerste keer deel.

## Deelnemers en resultaten

### Alpineskiën
| Olympiër     | Discipline       | Resultaat | Prestatie        |
| ------------ | ---------------- | --------- | ---------------- |
| Arturo Kinch | afdaling (m)     | 41e       | 2.12,24 (+26,74) |
| Arturo Kinch | reuzenslalom (m) | dnf-1     | opgave run 1     |
| Arturo Kinch | slalom (m)       | dnf-1     | opgave run 1     |

Andorra · Argentinië · Australië · België · Bolivia · Bondsrepubliek Duitsland · Bulgarije · Canada · China · Costa Rica · Cyprus · Duitse Democratische Republiek · Finland · Frankrijk · Griekenland · Groot-Brittannië · Hongarije · IJsland · Italië · Japan · Joegoslavië · Libanon · Liechtenstein · Mongolië · Nederland · Nieuw-Zeeland · Noorwegen · Oostenrijk · Polen · Roemenië · Sovjet-Unie · Spanje · Tsjecho-Slowakije · Verenigde Staten · Zuid-Korea · Zweden · Zwitserland